# Nikifor
Nikifor, conosciuto anche come Nikifor Krynicki o Epifaniusz Drowniak (Krynica-Zdrój, 21 maggio 1895 – Folusz, 10 ottobre 1968), è stato un pittore polacco.
Fu un pittore folk e naïf, di etnia Lemko, una popolazione e gruppo etno-linguistico di origine ucraina diffusa nelle aree carpatiche della Polonia. Nikifor dipinse più di quarantamila disegni - su fogli di carta, pagine di bloc-notes, cartoni di sigarette e anche su scarti di carta incollati assieme. I soggetti delle sue opere includono auto-ritratti e panorami di Krynica, con le sue terme e le chiese ortodosse e cattoliche. Sottostimato per la maggior parte della sua vita, nei suoi ultimi giorni divenne uno dei più famosi pittori primitivisti.

## Biografia
Poco si sa della vita privata di Nikifor. Per la maggior parte della sua vita visse in estrema povertà a Krynica e fu considerato una persona con poca capacità mentale. Aveva difficoltà a parlare ed era quasi analfabeta. Più tardi si scoprì che, difatti, la sua lingua era attaccata al palato, ragion per cui quando parlava non era molto comprensibile. Nel 1930 i suoi primi dipinti furono scoperti da Roman Turyn, che li portò a Parigi. Ciò fece conquistare a Nikifor un po' di fama tra i Kapist, un gruppo di giovani pittori polacchi capeggiati da Józef Pankiewicz. Comunque, ciò non cambiò il suo destino e la sua arte continuò ad essere sottovalutata in Polonia. Nel 1938 Jerzy Wolff pubblicò una recensione entusiastica dell'arte di Nikifor nel mensile Arkady e comprò alcuni dei suoi lavori. Comunque, la Seconda guerra mondiale impedì a Nikifor di conquistare una qualunque notorietà.
Nel 1960 Nikifor incontrò Marian Włosiński, un  pittore che viveva a Krynica. Quest'ultimo decise di dedicare la sua carriera e la sua vita  ad aiutare il vecchio artista e propose i suoi lavori nelle maggiori gallerie polacche. Ciò portò ad una grande mostra nella galleria d'arte Zachęta, a Varsavia, che divenne un enorme successo. Dopo la morte di Nikifor nel 1968, la maggior parte dei suoi lavori fu conservata da Marian Włosiński e donata a vari musei. La  collezione più completa si trova nel Museo Regionale di Nowy Sącz e nel museo di Nikifor di Krynica.
Gli ultimi anni di Nikifor sono stati alla base  del film Mój Nikifor ("Il mio Nikifor") di Krzysztof Krauze (2004) e del documentario Mistrz Nikifor di Jan Lomnicki (1956).

## Nome
Il nome e il cognome di Nikifor sono stati motivo di disputa per più di mezzo secolo, dato che l'artista non conobbe i suoi genitori, né tanto meno ebbe documenti e fu anche analfabeta. Egli stesso firmava i suoi lavori con il nome di Nikifor, Netyfor o con quello dell'artista Matejko. Nel 1962 le autorità comuniste della Polonia scelsero arbitrariamente il nome di Nikifor Krynicki (Nikifor di Krynica) in modo da far ottenere all'artista un passaporto. Questo atto fu dichiarato nullo da una corte nel 2003, seguendo una richiesta dell'Associazione Lemko della Polonia. I Lemko affermano che Nikifor era stato battezzato come Epifaniy Drovnyak (pronunciato Epifaniusz Drowniak in polacco) e che i suoi genitori fossero Eudokia Drowniak, una sordomuta Lemko ed un padre sconosciuto. In base alla decisione della corte il nome sulla tomba nel cimitero di Krynica fu cambiato. Ad oggi la  tomba riporta due nomi: "Nikifor Krynicki" (in lettere latine) e "Epifaniy Drovnyak" (in cirillico).